# Nébuleuse de l'Haltère
M27
Pour les articles homonymes, voir M27.

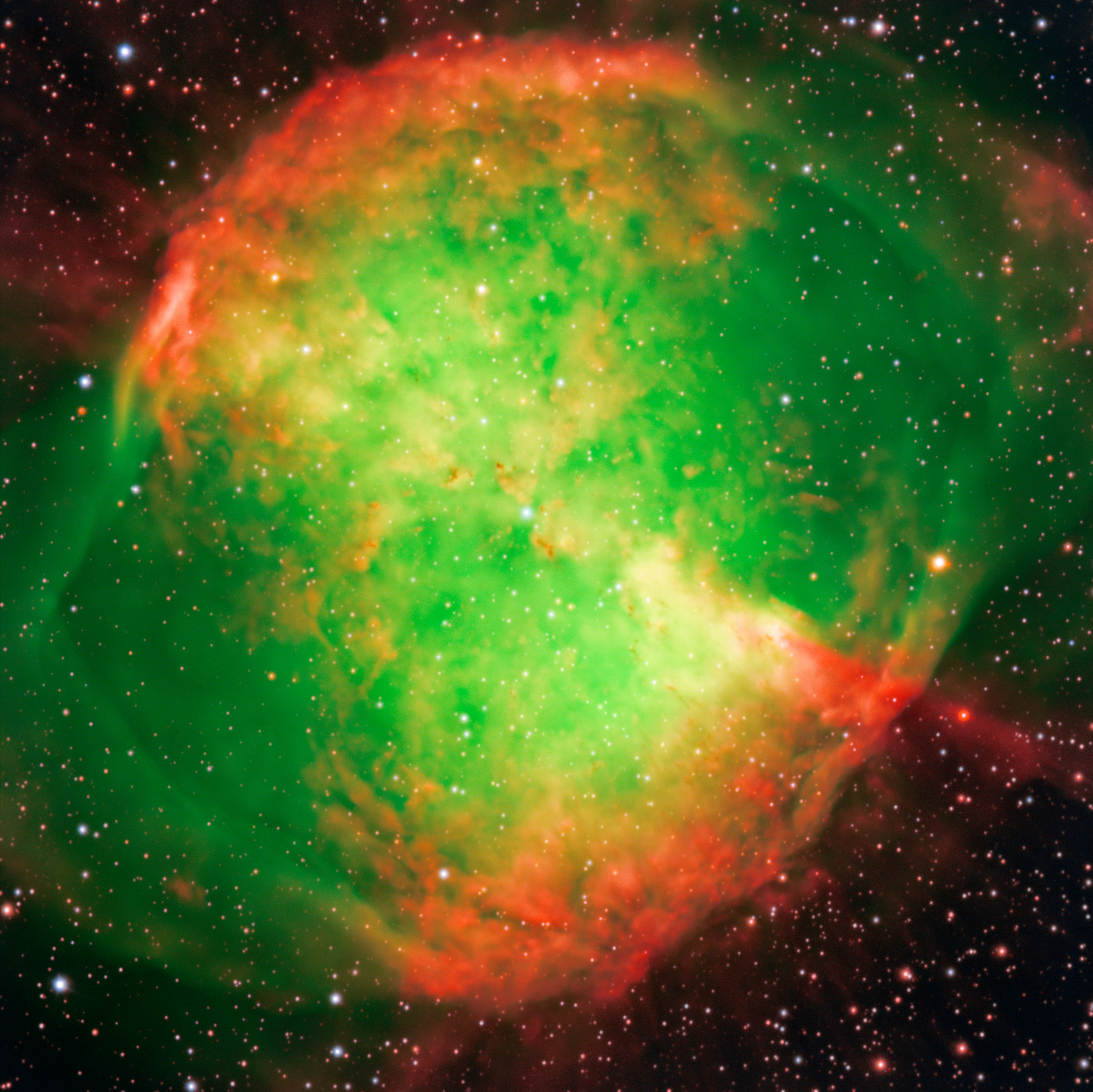
La nébuleuse de l'Haltère par le Très Grand Télescope.

La nébuleuse de l'Haltère (M27 ou NGC 6853) est une nébuleuse planétaire située dans la constellation du Petit Renard à environ 1 250 années-lumière du système solaire. M27 a été découverte par l'astronome français Charles Messier en 1764.

## Historique des observations
La nébuleuse de l'Haltère est la première nébuleuse planétaire observée dans l'histoire de l'astronomie. Dans la nuit du 12 juillet 1764, Messier découvrit cet objet qu'il décrivit comme une nébuleuse ovale sans étoile.
Johann Elert Bode et Johann Gottfried Koehler ont par la suite aussi observé M27. Dans les nuits du 6 avril et du 23 juillet, ce fut au tour de Caroline Herschel de découvrir indépendamment la nébuleuse. Le 30 septembre 1782 son frère, William Herschel, écrivit : ma sœur a découvert cette nébuleuse en cherchant une comète; en comparant son emplacement avec les nébuleuses de Messier, nous avons déterminé qu'il s'agissait de sa 27e entrée. Il ajouta que la nébuleuse est située parmi des étoiles de faible intensité et qu'aucune étoile n'est visible dans la nébuleuse. Le 19 juillet 1784, il émit l'hypothèse que la nébuleuse provenait d'une double couche d'étoile de très grande étendue et il effectua un dessin montrant une double strate.
John Herschel observa M27 à de nombreuses reprises entre les années 1828 et 1830. Le nom « nébuleuse de l'Haltère » vient de l'une de ses descriptions : une nébuleuse en forme d'haltère, dont le contour elliptique est complété par une faible lumière lumineuse. Il a inscrit la nébuleuse dans son catalogue sous l'entrée GC 4532.

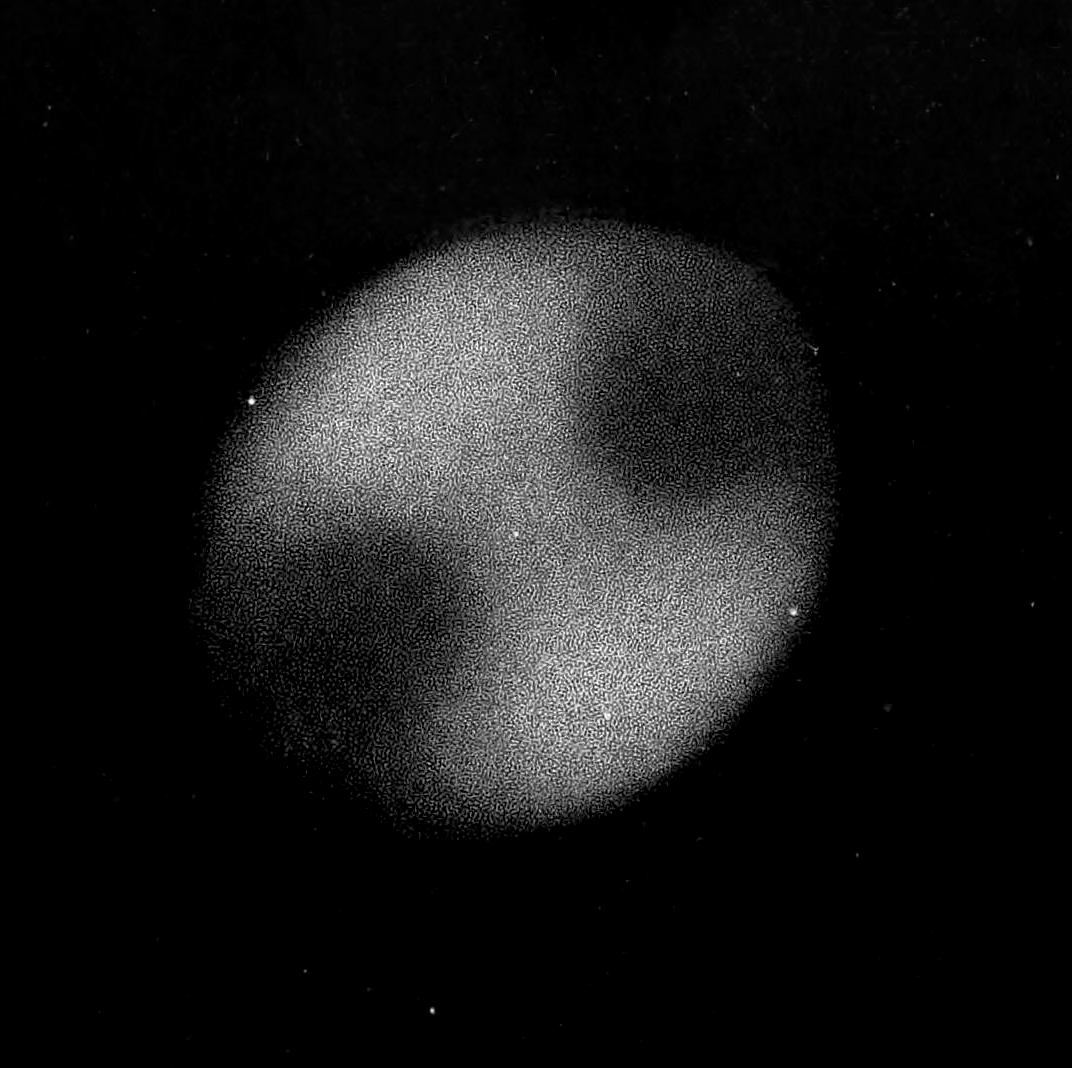
Ce dessin de John Herschel vient d'observations faites avec le télescope de 18,7 pouces construit par son père.
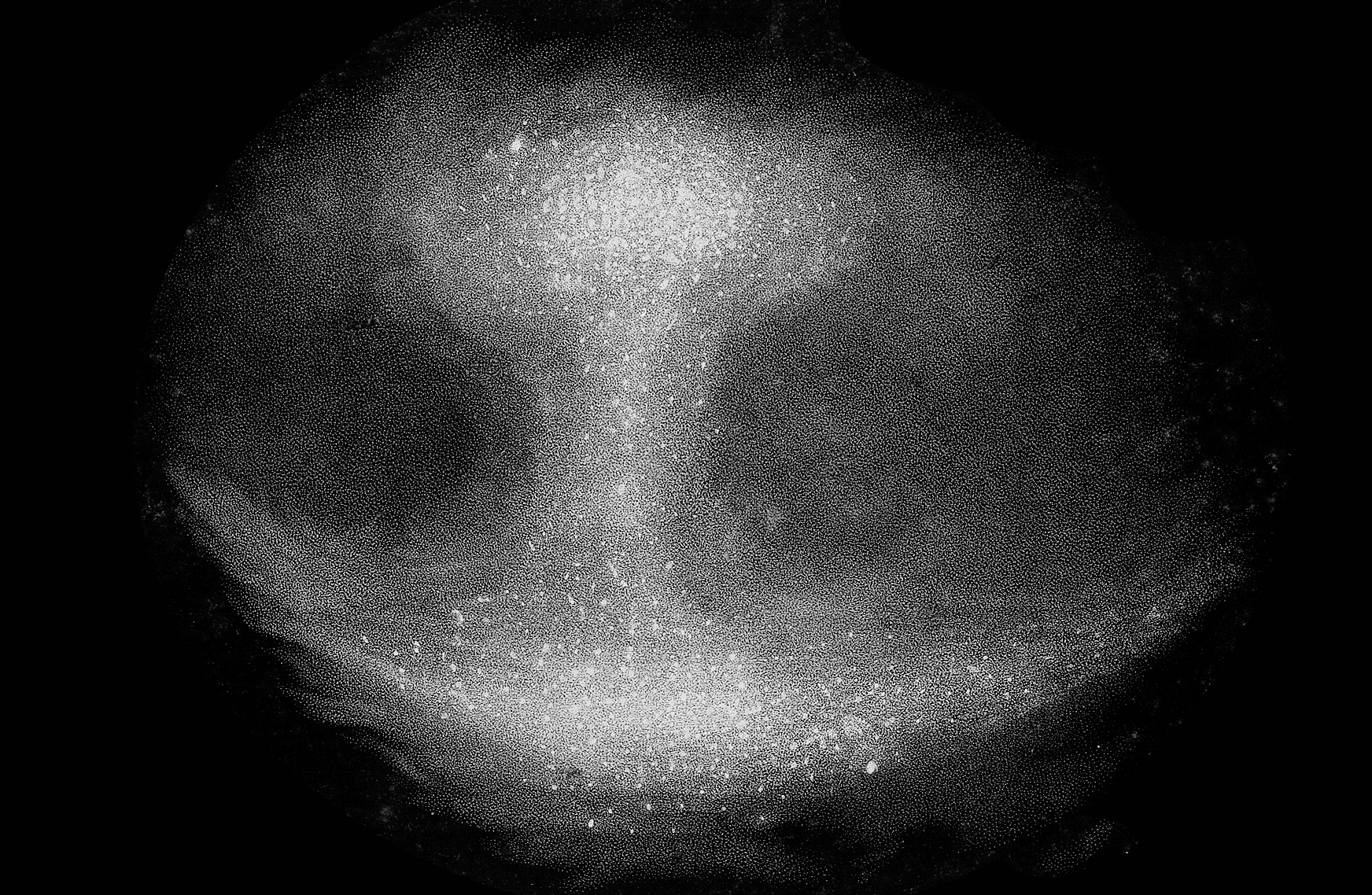
Dessin réalisé par William Parsons.

En aout 1834, William Henry Smyth décrivit M27 comme une nébuleuse à deux têtes ou haltère, sur la poitrine du Renard, près de 14 Vulpeculae se trouvant à environ 7 degrés au sud-est de Beta Cygni et à peu près à mi-chemin entre celle-ci et le Dauphin. Avec son télescope, il observa trois étoiles dans le champ de vision de la nébuleuse. William Huggins a été le premier à réaliser un spectre de M27 à l'aide d'un prisme. Ce spectre contenait trois lignes, dont celle de l'azote. Il a découvert que M27 ne pouvait pas être considéré comme un amas d'étoiles, mais comme une énorme masse de gaz et de vapeur. Un spectre plus détaillé a été réalisé par l'astronome américain Francis Pease en 1915. Une exposition de 32½ heures a produit un spectre montrant quatre lignes à 500,7 nm, 495,9 nm (les raies de l'oxygène doublement ionisé) et deux raies de l'hydrogène (Hβ et Hγ). La classification sans équivoque comme nébuleuse planétaire ainsi qu'une théorie de la structure de l'enveloppe gazeuse qui explique son apparition ont finalement été réalisées dans les années 1910 par Heber Doust Curtis.
John Dreyer a inscrit M27 dans son catalogue comme NGC 6853 en la décrivant comme une nébuleuse magnifique, très brillante et très vaste, avec un double noyau et de forme irrégulière (haltère).

Ce dessin de Étienne Léopold Trouvelot provient d'une observation en 1874 à travers une lunette télescopique de 15 pouces (38 cm). On voit très bien les sphères cosmiques des haltères sur ce dessin.

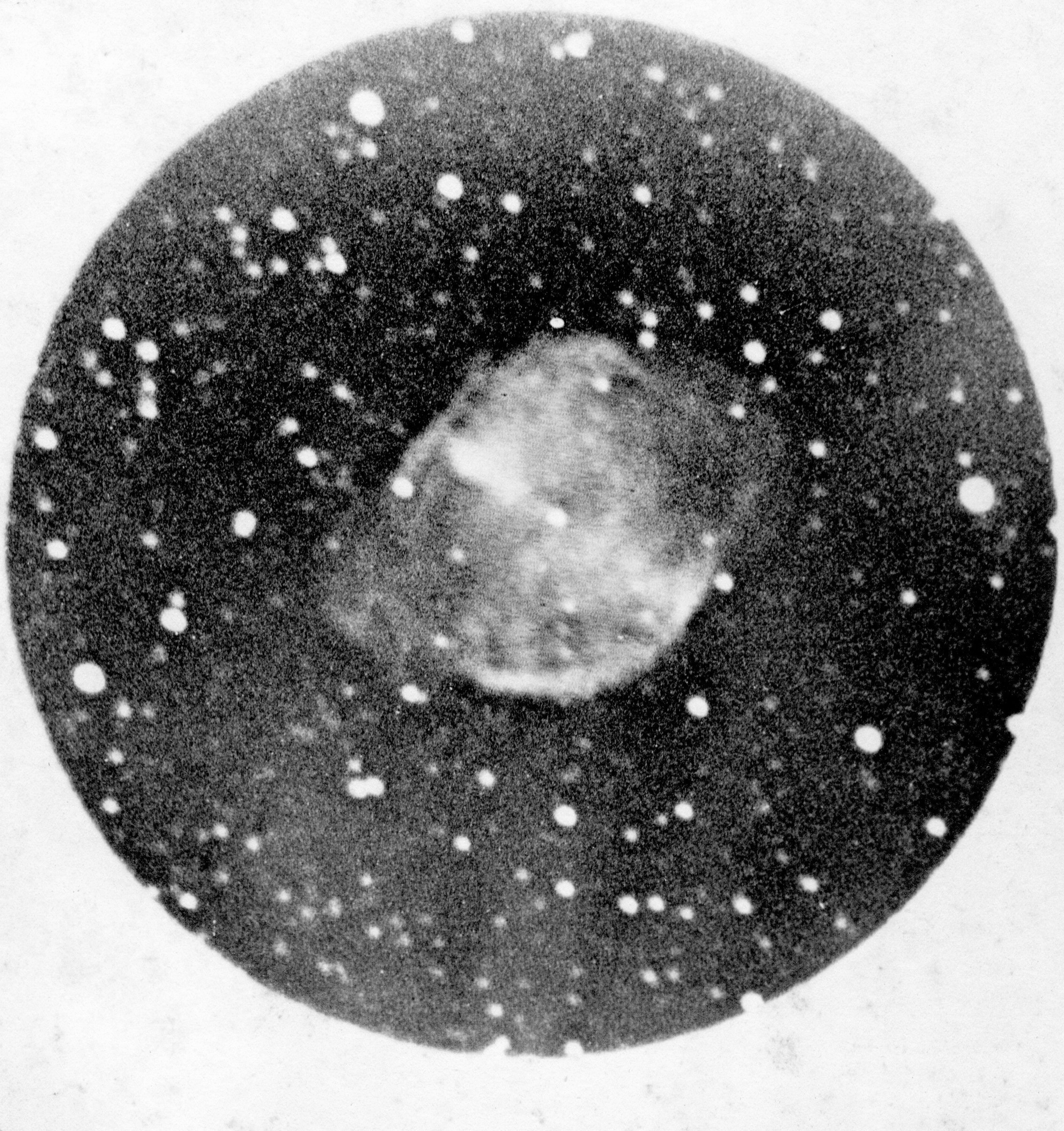
Une première photographie de M27 a été réalisée par Isaac Roberts en 1888.

Une photographie de la nébuleuse a été réalisée par Heber Doust Curtis et a été publiée en 1918 dans le livre « The Planetary Nebulae ».

## Observation
Sa magnitude de 7,4 empêche son observation à l'œil nu, mais avec des jumelles 10 × 50 et de bonnes conditions météo, on peut espérer voir M27. À partir d'un télescope de 150 ou 200 mm, on obtient plus facilement le brillant « trognon ». Il est encore trop tôt pour espérer voir l'étoile centrale (qui ne se dévoilera qu'en photographie à ce niveau). Avec un 300 mm, muni d'un filtre interférentiel de type OIII (recommandé pour l'observation de nébuleuses planétaire et diffuses), le trognon apparaît nettement et l'étoile centrale peut être envisagée, mais seulement sous un très bon ciel, sans pollution parasite, sans turbulence (l'appareil doit être à température) : l'utilisation de la vision décalée permet de mieux voir cette naine blanche. Toutefois, sous un ciel de très haute qualité (dans le Quercy, en haute montagne, en Drôme provençale) plusieurs astronomes amateurs ont observé cette étoile centrale dans des télescopes de 250 mm[réf. souhaitée].
Elle est observable entre mai et septembre environ. Elle se situe dans la constellation du Petit Renard, soit en plein Triangle d'été. Si votre télescope n'est pas équipé d'un ordinateur de recherche, vous pouvez suivre les étapes suivantes pour trouver M27 :
- Dans ce Triangle d'été, repérer la constellation de la Flèche (Sagitta, Sge).
- Avec le viseur du télescope, pointer exactement sur l'étoile la plus brillante (de couleur rouge) de la constellation, il s'agit de Gamma Sagittae .
- Placer l'œil sur l'oculaire et monter lentement en déclinaison d'environ 3,2 degrés. Pendant cette remontée, une tache floue devrait se détacher du reste des étoiles environnantes : c'est l'Haltère. En observant plus longuement, on distingue cette forme qui la caractérise.

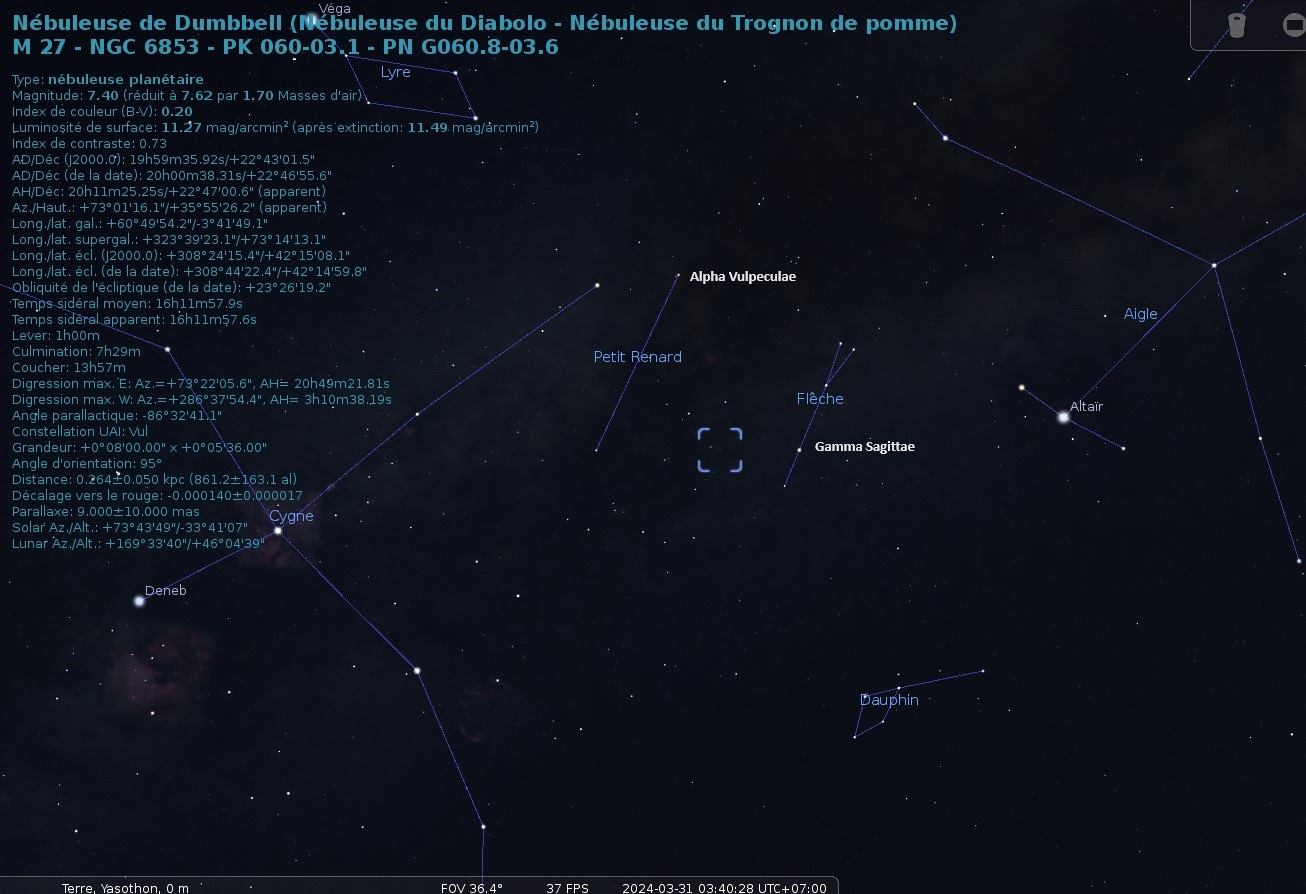
Emplacement de M27 dans la constellation du Petit Renard près de la constellation de la Flèche.

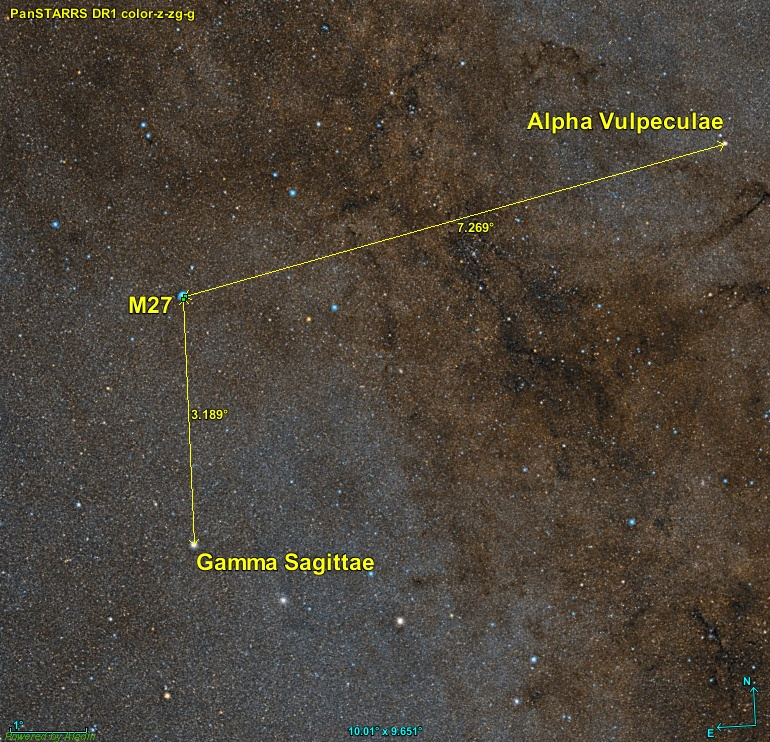
Position de M27 par rapport à deux étoiles.

La nébuleuse M27 est située à environ 7,3 degrés au sud-est d'Alpha Vulpeculae et à 3,2 degrés au nord de Gamma Sagittae.

## Caractéristiques

### Distance et vitesse
Cinq distances sont indiquées sur la base de données astronomique Simbad, mais les deux plus récentes qui sont basées sur les mesures de la parallaxe par le satellite Gaia lui confèrent une distance passablement plus grande que les estimations passées. Ces deux distances sont respectivement égales à 389,105 ± 5,647 3 pc (∼1 270 al) et 376,293 5 ± 6,173 6 pc (∼1 230 al), d'où la valeur de 382 ± 7 pc (∼1 250 al) inscrite dans l'encadré à droite (en haut de page).
Une seule valeur de la vitesse est indiquée sur la base de données astronomique Simbad : −42,0 ± 5,0 kpc (∼−137 000 al). Celle-ci provient du General Catalogue of Stellar Radial Velocities publié en 1953.

### Forme et structure
M27 est de forme ellipsoïde oblongue ou prolate. Comme bien d'autres nébuleuses planétaires, M27 renferment des nœuds. Sa partie centrale présente un motif de cuspides sombres et brillants associés à des queues sombres. Comme pour NGC 2392 et NGC 7293 (la nébuleuse de l'Hélice), les sommets des nœuds brillants sont des fronts de photo-ionisation.

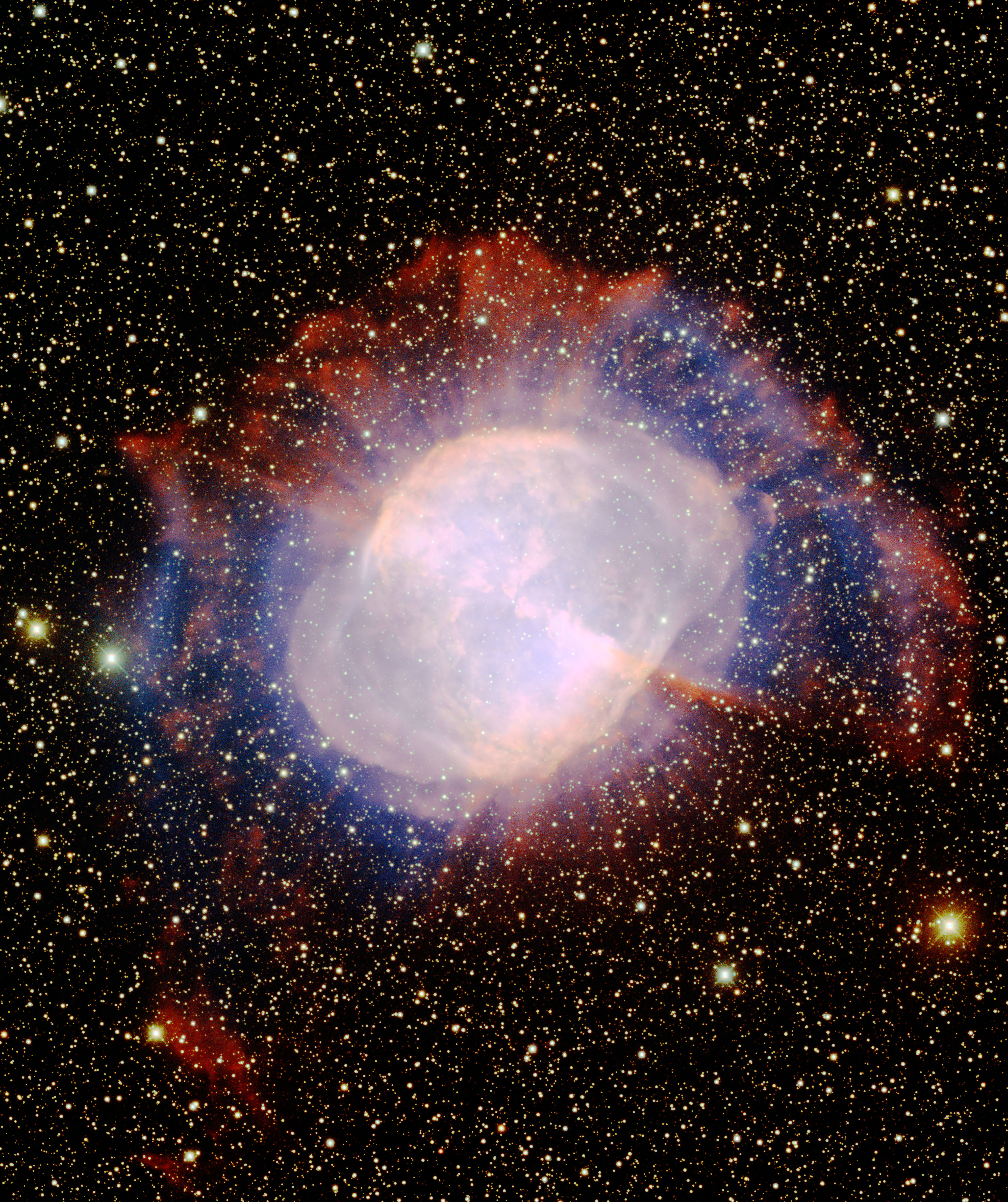
Cette image a été obtenue avec le télescope télescope Mayall de l'Observatoire de Kitt Peak. On peut voir la zone lumineuse intérieure avec sa forme d'haltère superposée rosâtre ainsi que la coque extérieure d'intensité lumineuse plus faible.

Des observations réalisées par le Très Grand Télescope, le télescope Subaru et le télescope spatial Hubble ont montré que la nébuleuse est limitée par le rayonnement dans son étendue la plus courte (direction nord-est/sud-ouest) et par la matière le long de son axe principal (direction sud-est/nord-ouest).
Les radiotélescopes et les télescopes spatiaux ont permis de compléter grandement nos connaissances au sujet de la structure de la nébuleuse de l'Haltère :
- Dans le domaine des ondes radio, les données captées par le réseau Very Large Array ont montré une correspondance entre les émissions Hα de l'enveloppe intérieure et l'émission radio. Aucune onde radio n'a été détectée dans l'enveloppe extérieure[11].

- Dans le domaine des micro-ondes, M27 a été scrutée par le télescope spatial Plank. On a déduit que la nébuleuse contenait une densité de 20 000 ions par centimètre cube, que sa masse était d'environ 0,065 {\displaystyle M_{\odot }} et que sa température variait de 6 000 K à 10 000 K[12]. Des analyses spectroscopiques ont révélé des températures similaires[10] ainsi que la répartition de divers éléments autre de l'hydrogène et l'hélium dont l'azote, l'oxygène, le néon et le soufre avec des teneurs inférieures à 0,1%[13],[14].

- La distribution du dihydrogène a pu être déterminée par des études réalisées à l'aide du télescope infrarouge UKIRT[15], du télescope Subaru[16], du télescope spatial Spitzer[17] et du télescope spatial Herschel[18]. La masse du dihydrogène a été estimée à 0,13 {\displaystyle M_{\odot }}[15]. D'autres molécules (CO, HCO3-, CS, CN, HCN, HNC) ont été détectées dans le domaine des ondes millimétriques[19],[20]. Ces molécules se dilatent à un rythme similaire à celui de la coquille ionisée et leur masse totale est d'environ 0,01 {\displaystyle M_{\odot }}. La masse totale de la coquille ionisée serait de 0,30 {\displaystyle M_{\odot }}[21].

- On a cherché en vain des sources de rayon X dans la nébuleuse avec les observatoires spatiaux ROSAT et Chandra[22],[23].

### Taille et âge
La taille apparente de la nébuleuse est de 6,7minutes d'arc,, mais des observations réalisées en 1974 avec le télescope Mayall de l'Observatoire de Kitt Peak ont montré qu'elle est entourée d'un faible halo atteignant 15′. À une distance de 382 ± 7 pc (∼1 250 al), un calcul rapide montre que son envergure réelle est alors comprise entre 2,4 al et 5,4 al si l'on tient compte du halo.  
En évaluant la vitesse d'expansion et la taille actuelle d'une nébuleuse planétaire, on peut déterminer son âge approximatif. Dans un article publié en 1970 Bohuski, Smith et Weedman ont évalué cette vitesse à 31 km/s ce qui signifie que l'âge cinématique de M27 est de 10 000+1 900
−1 300 ans. Moreno-Corral et ses collègues (1992) ont déterminé un taux d'expansion de 2,3" par siècle, ce qui correspond à un âge de 14 600 ans. En tenant compte de ces résultats, O'Dell et ses collègues suggèrent un âge de 12 700 ans. Selon une publication récente 2021, cette nébuleuse est passablement plus âgée, 25 290 ans.

## L'étoile centrale

### Un peu d'histoire
Puisque les premières observations étaient incapables d'identifier une étoile au centre des nébuleuses planétaires, on s'est peu intéressé à la chose. Heber Curtis est le premier à trouver une étoile au centre de M27 dont il a évalué la magnitude photographique à 12. En 1931, Herman Zanstra (de) évalua la température de l'étoile à 80 000 K en utilisant une luminosité de 13,4. Il remarqua que son rayon n'était qu'une fraction de celle du Soleil avec une masse similaire, résultat comparable à la densité d'une naine blanche. Donald Menzel avait déjà affirmé que les étoiles chaudes et peu brillantes au centre des nébuleuses planétaires pouvaient appartenir à la même classe que les naines blanches. Boris Vorontsov-Veliaminov a conclu peu de temps après, sur la base d'études plus approfondies, que les noyaux des nébuleuses planétaires sont des naines ultra-blanches.

### Les études modernes
Dans les années 1970, des observations ont montré que l'étoile centrale, une naine blanche, faisait partie d'un système binaire,. Le satellite Gaia a plus tard confirmé la présence du système binaire. Une troisième étoile a récemment (2020) été découverte, on est donc en présence d'un système stellaire triple. La masse de l'une des étoiles compagnes est 0,59 {\displaystyle M_{\odot }}, elle est de type spectral K et orbite à 2,453 ua de la naine blanche. La masse de la deuxième étoile compagne est de  0,20 {\displaystyle M_{\odot }}, elle est de type spectral M et 3,322 ua la sépare de la naine blanche.
L'étoile au centre de cette nébuleuse est de type spectral DAO.6 (en) (naine blanche riche en hydrogène et hélium qui présente des raies spectrales de l'hélium ionisé). Sa magnitude visuelle est égale à 14,09 et sa masse est estimée à 1,491 {\displaystyle M_{\odot }}. Sa température de surface atteint les 115 kK ({\displaystyle Log(T_{eff})=5,06}) et sa luminosité est égale à 186 {\displaystyle L_{\odot }} ({\displaystyle Log(L/L{\odot })=2,27}). Le rayon de la nébuleuse est estimé à 0,382 pc et son âge est de 25 290 ans.
Les observations effectuées avec les télescopes spatiaux à rayon X ROSAT et Chandra ont permis de déterminer une température de 136 000 ± 10 000 K pour l'étoile centrale. De plus, on a aussi découvert que le spectre de la nébuleuse pourrait être expliqué par la présence d'une étoile compagne rapprochée d'où partirait un flux de matière vers la naine blanche,.
Selon une étude visant à déterminer la fraction des nébuleuses planétaires contenant un système binaire d'étoiles, la magnitude visuelle de la naine blanche de M27 serait de 14,089 ± 0,010. Selon une étude exhaustive de plusieurs naines blanches publiée en 1999 par Ralf Napiwotzki, la masse de la naine blanche serait de 0,56 ± 0,01 {\displaystyle M_{\odot }}. À l'aide du télescope spatial Hubble, on a déterminé que son rayon est égal à 5,5% de celui du Soleil,.

## Galerie

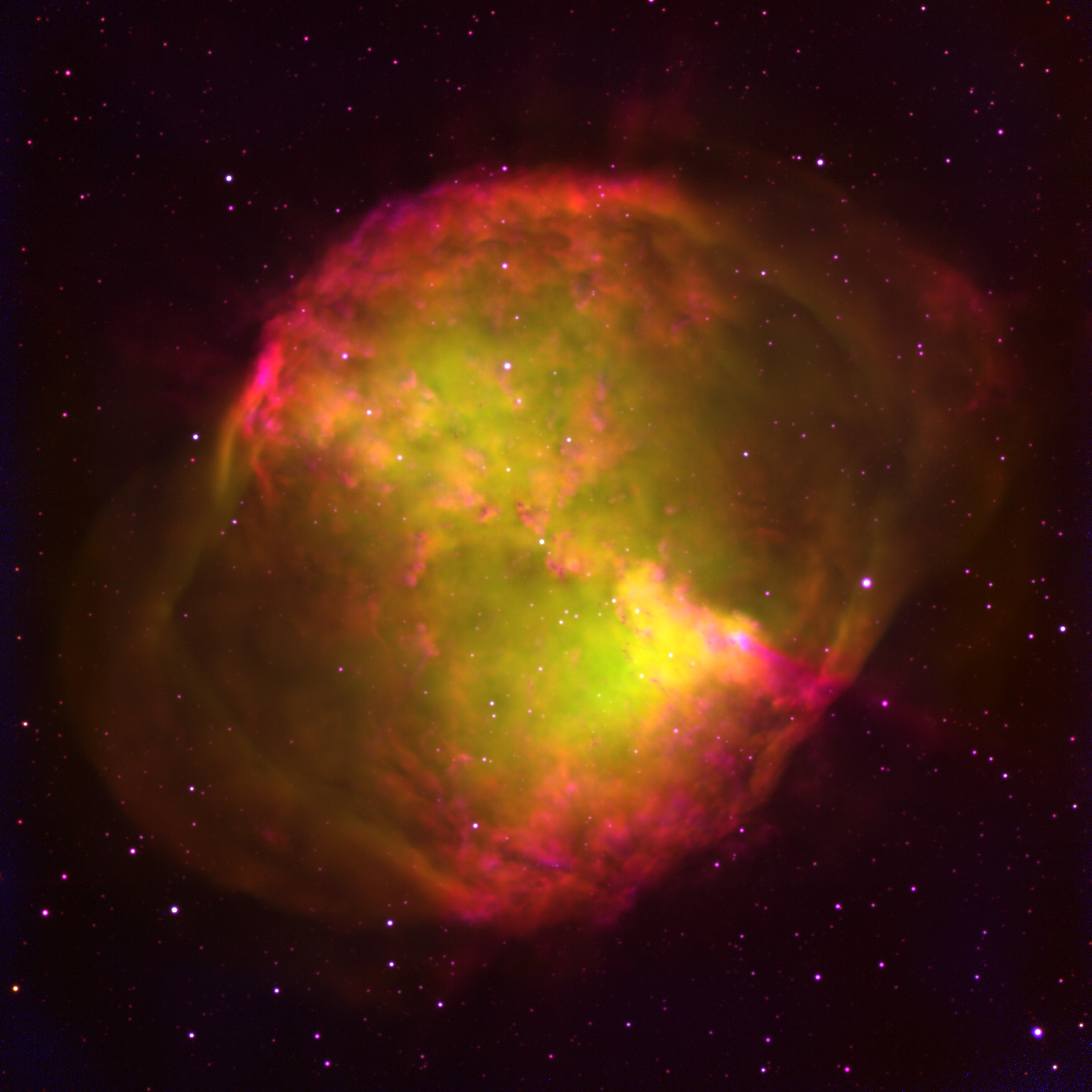
M27 captée par le télescope de 3,5 m WIYN de l'Observatoire de Kitt Peak.
Image captée par le télescope de 2,1 m de l'Observatoire de Kitt Peak.
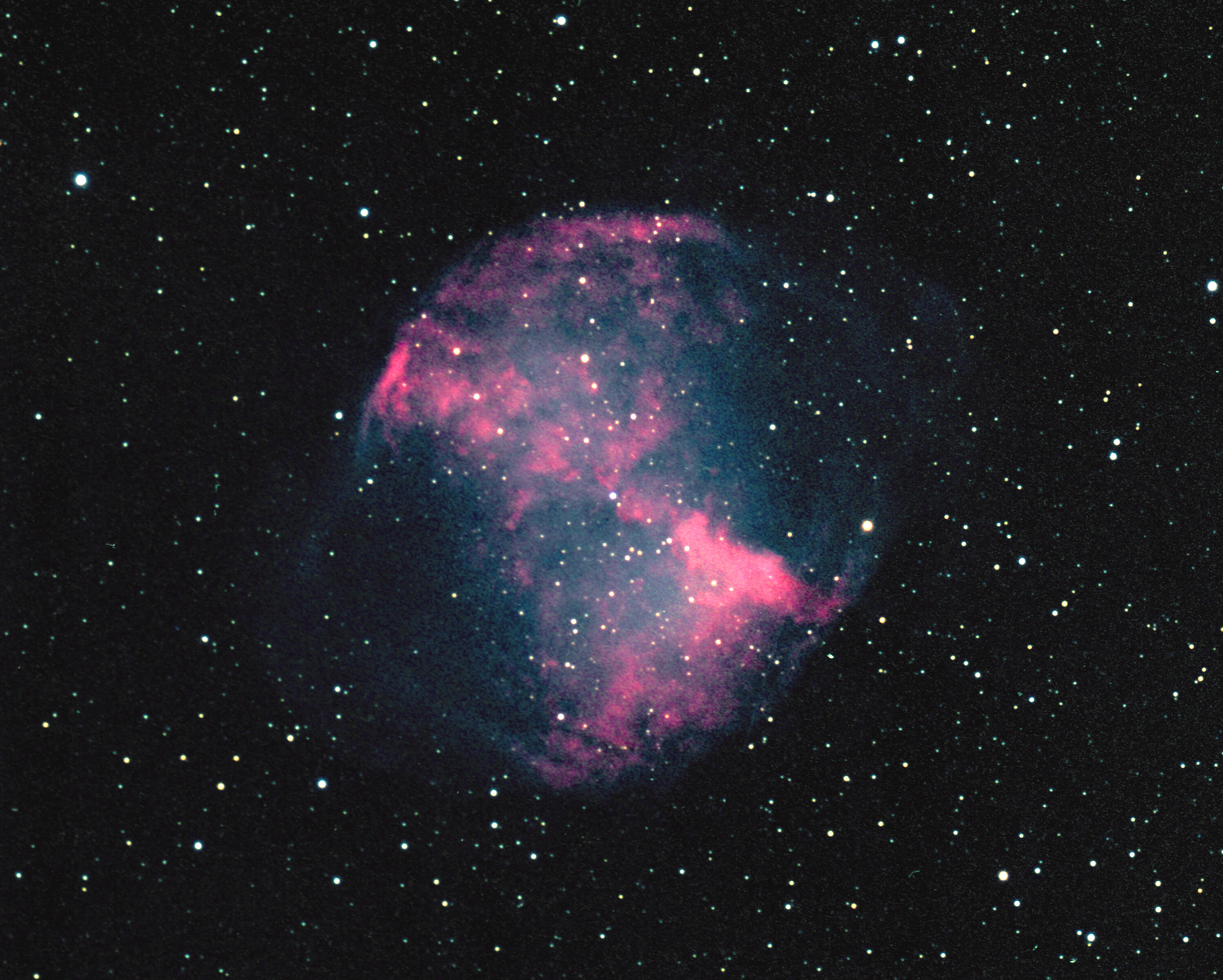
Image captée par le télescope de 4 m de l'Observatoire de Kitt Peak.
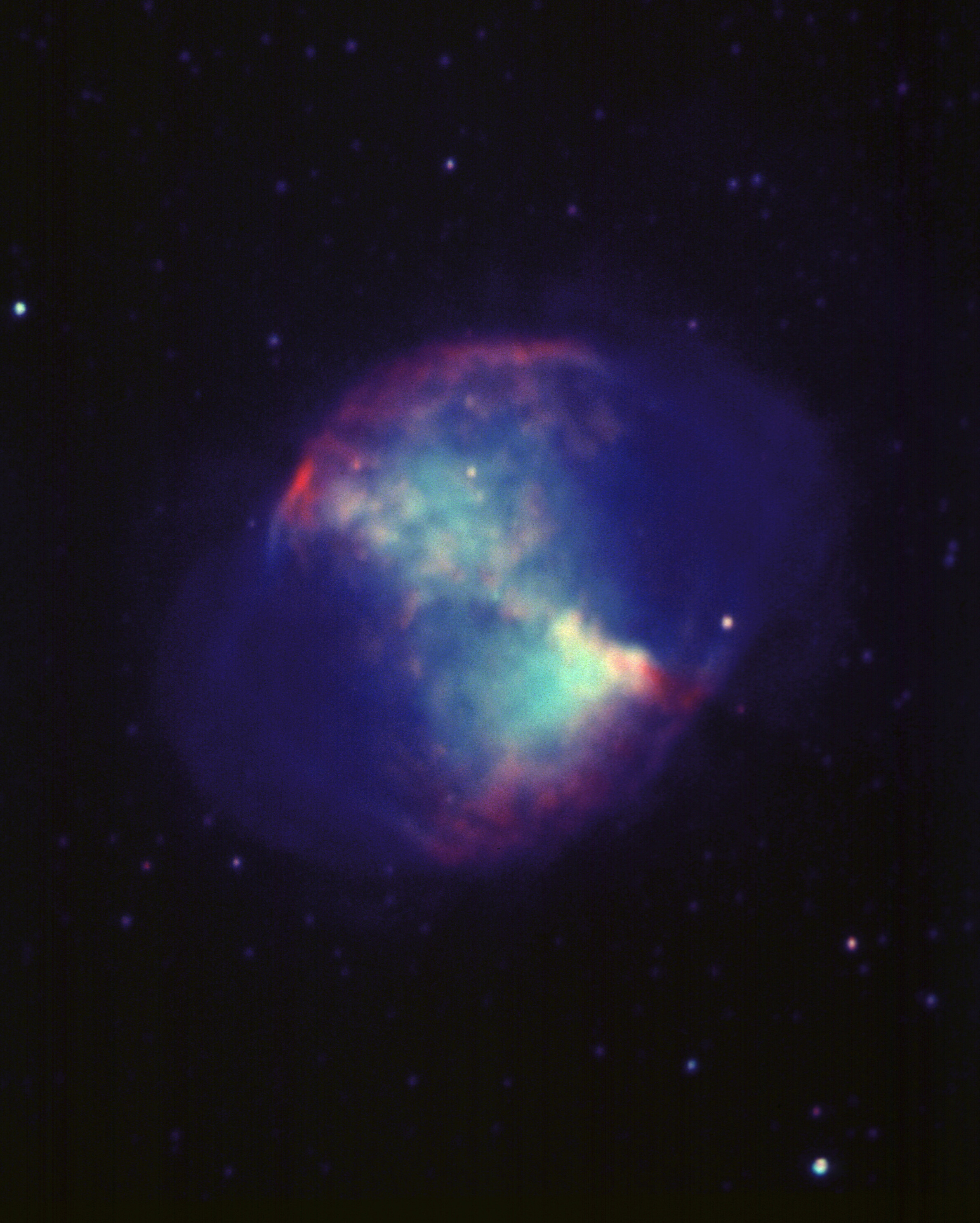
Cette image provient aussi du télescope de 4 m de l'Observatoire de Kitt Peak, mais avec des couleurs rehaussées pour représenter les émissions Hα de l'hydrogène.
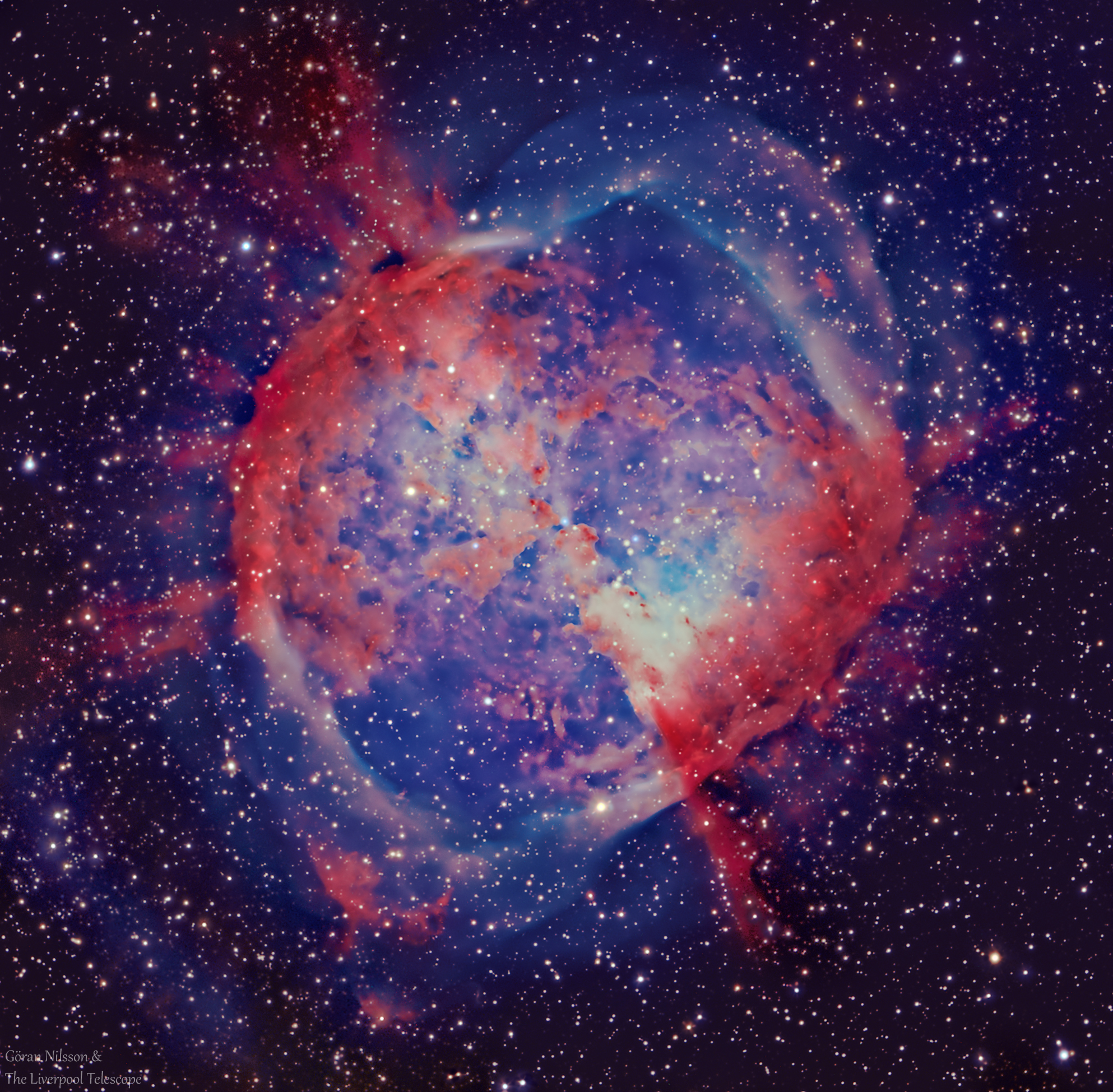
Image captée par le télescope Liverpool de l'observatoire astronomique El Roque de los Muchachos.
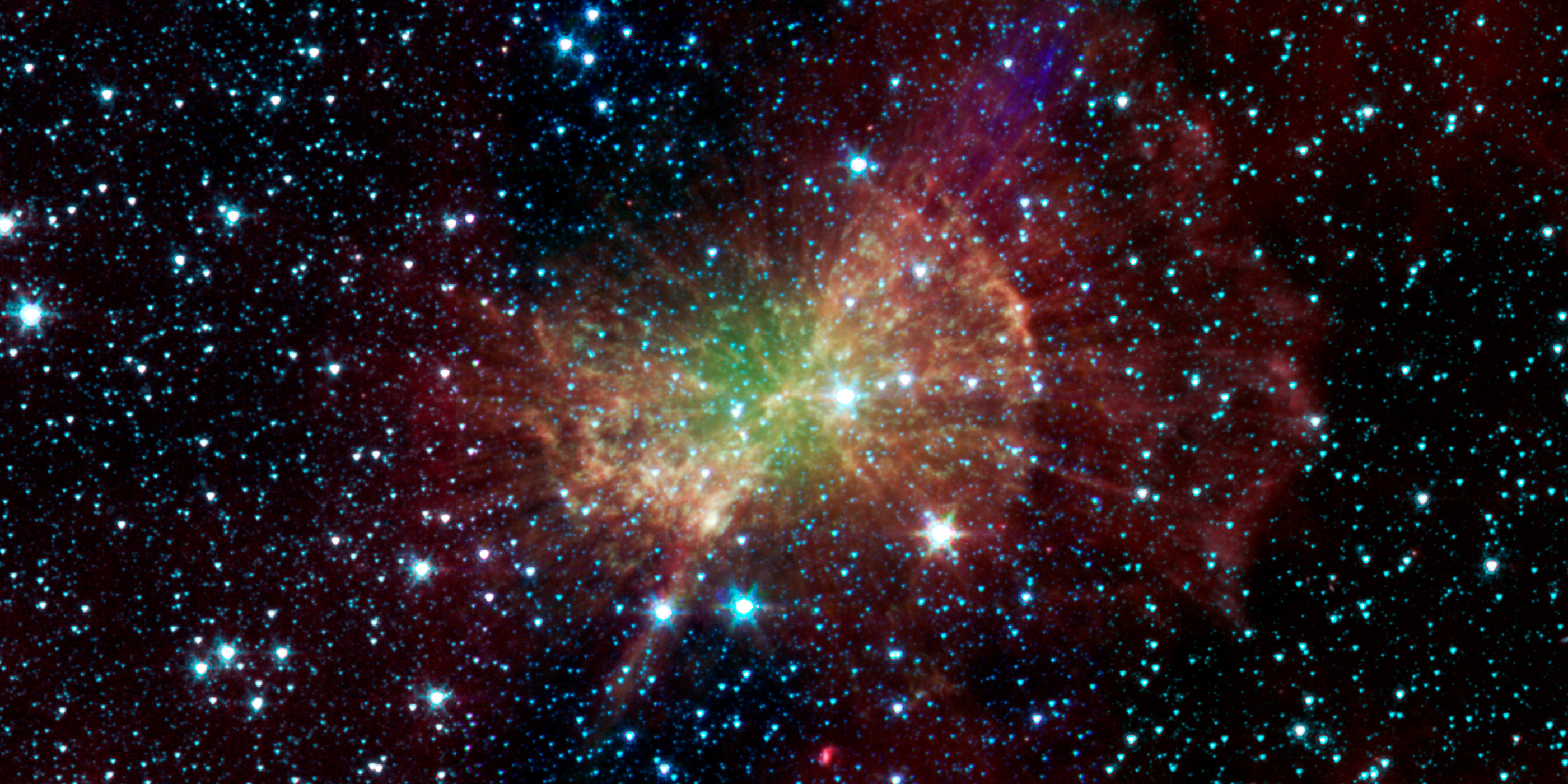
La nébuleuse de l'Haltère en infrarouge par le télescope spatial Spitzer.
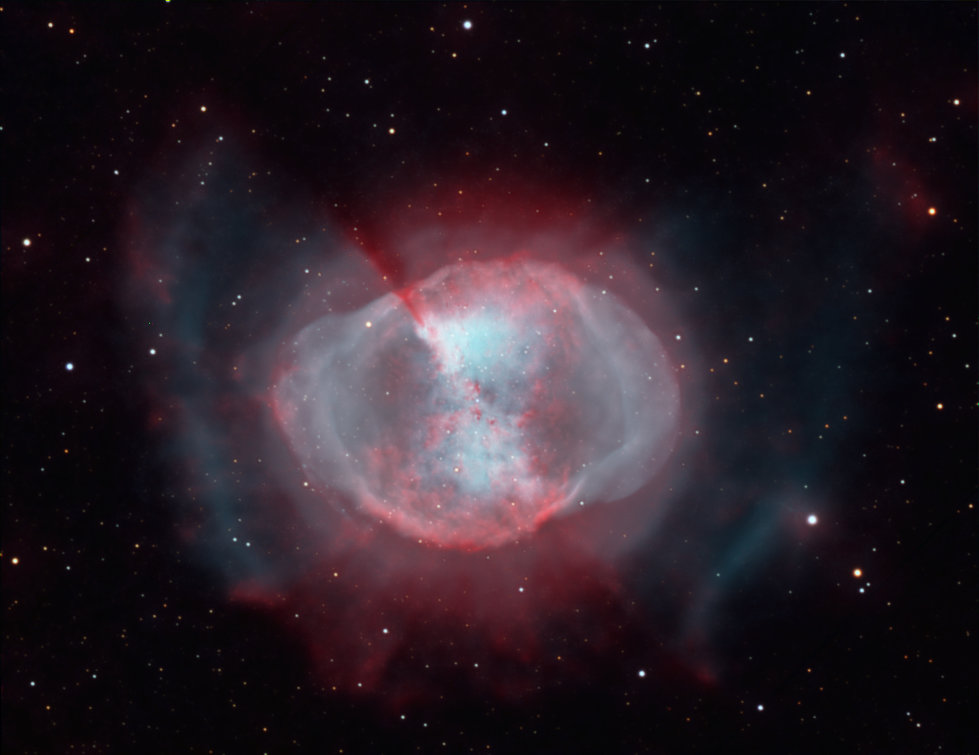
M27 captée par un télescope amateur.
Cette image captée dans le domaine de l'infrarouge lointain a été captée par télescope WIYN de l'observatoire de Kitt Peak en utilisant un capteur photographique CCD spécial fabriqué par le Laboratoire national Lawrence-Berkeley.
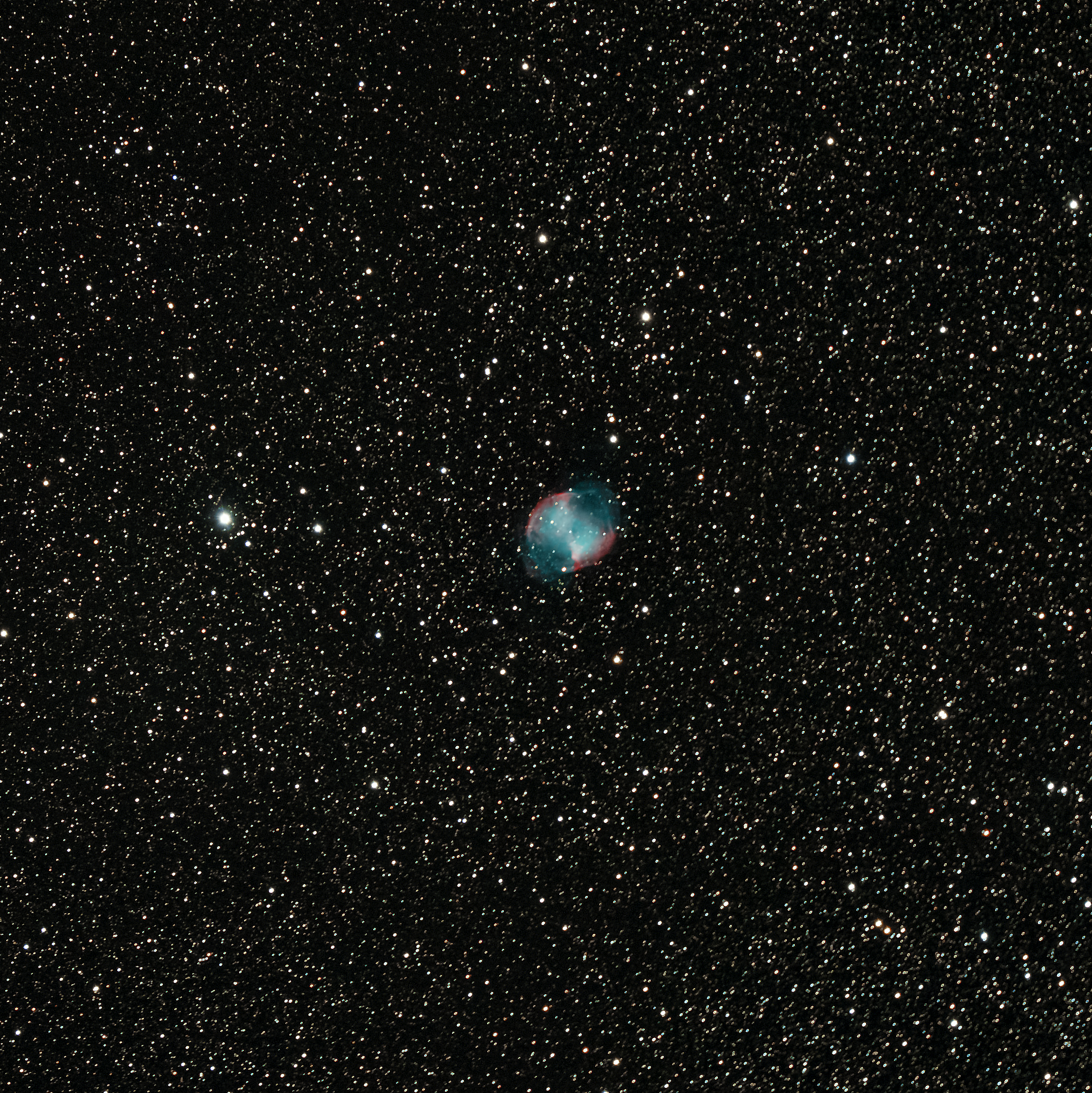
M27 par un petit télescope amateur.